# Vena (plaats)
Vena is een plaats in de gemeente Hultsfred in het landschap Småland en de provincie Kalmar län in Zweden. De plaats heeft 380 inwoners (2005) en een oppervlakte van 80 hectare.

## Verkeer en vervoer
Door de plaats loopt de spoorlijn Hultsfred - Västervik.

## Externe link

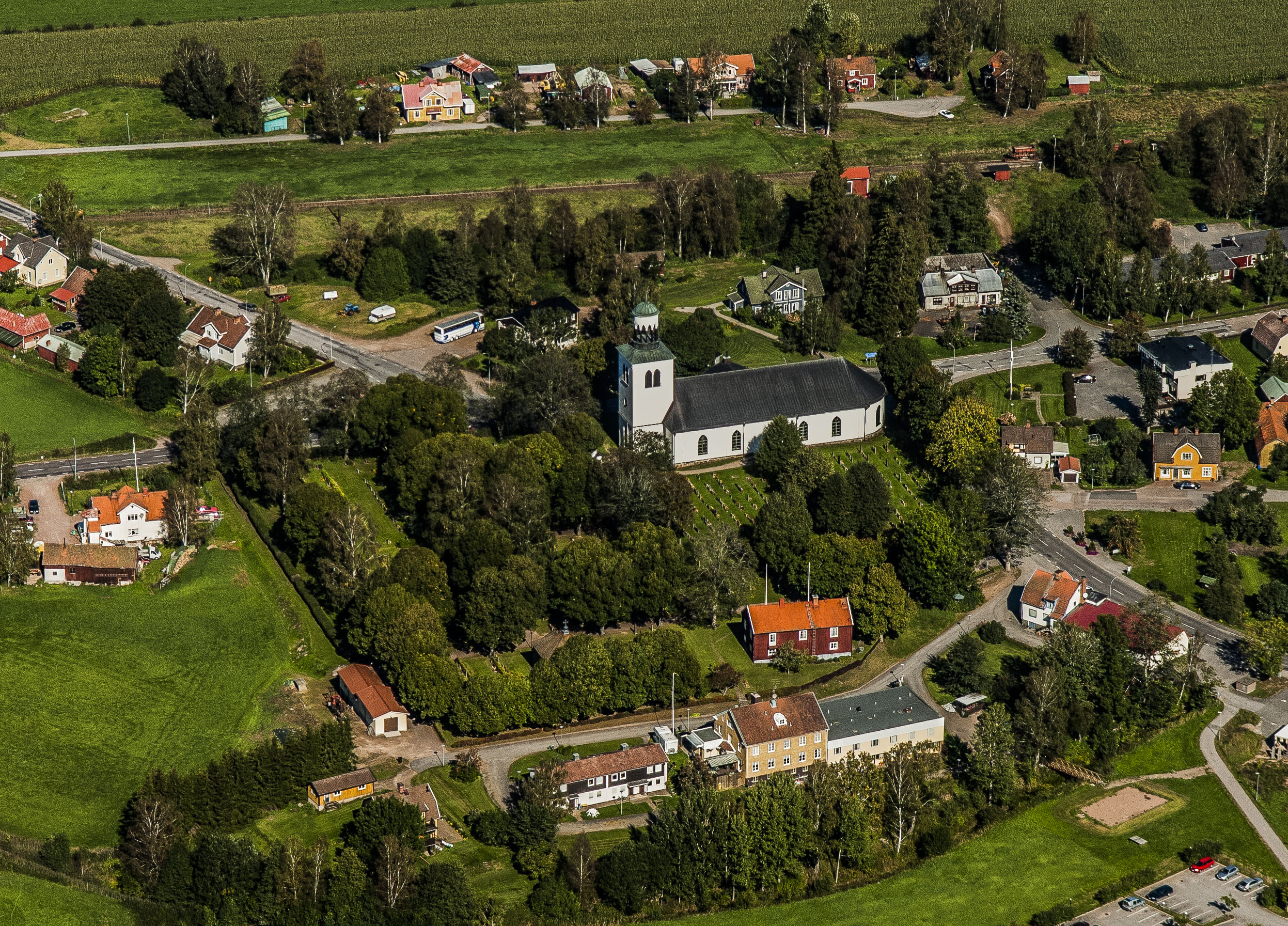